# نورتگس
نورتگس (روسی: Нортгаз) شرکت گاز روس است، که در سال ۱۹۹۳ تأسیس شد.